# Василенко Ігор Миколайович
І́гор Микола́йович Васи́ленко (нар. 20 липня 1984 — 6 жовтня 2014) — солдат Збройних сил України, учасник російсько-української війни.

## Життєвий шлях
Народився 1984 року в селі Мостище (Макарівський район, Київська область). Закінчив Новосілківську школу.
Пішов у зону бойових дій добровольцем 6 вересня 2014-го, солдат 72-ї окремої механізованої бригади.
Загинув 6 жовтня, прикриваючи бойових побратимів на блокпосту біля Новотроїцького (Волноваський район) під час збройного наступу противника.
Без сина лишилась мама.
Похований в селі Мостище 10 жовтня 2014 року.

## Нагороди та вшанування
За особисту мужність і героїзм, виявлені у захисті державного суверенітету та територіальної цілісності України, вірність військовій присязі під час російсько-української війни, відзначений — нагороджений
- 16 березня 2016 року — орденом «За мужність» III ступеня (посмертно)[2]
- Його портрет розміщений на меморіалі «Стіна пам'яті полеглих за Україну» у Києві: секція 4, ряд 2, місце 36
- 27 вересня 2015 року у Новосілківській школі йому відкрито меморіальну дошку